# Égoïsme

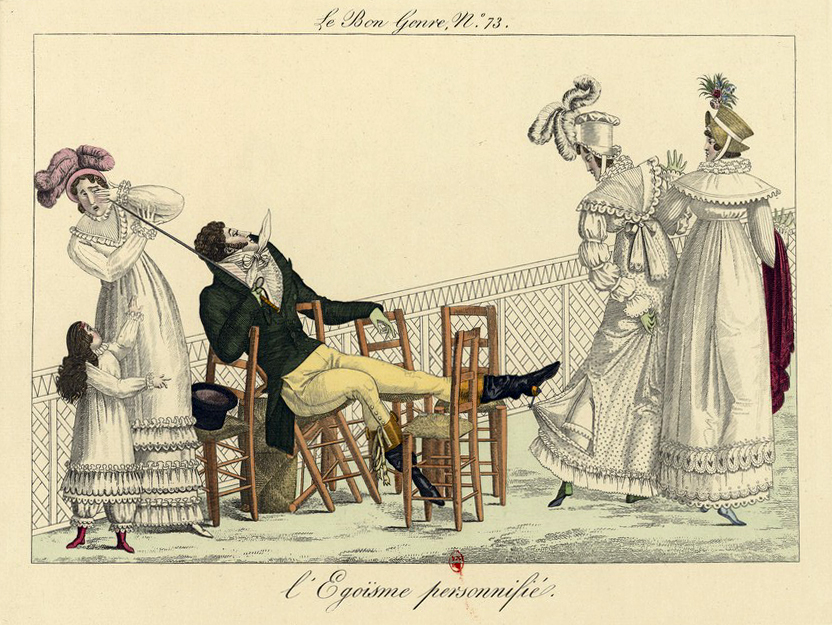
L'Égoïsme personnifié, caricature dans Le Bon Genre, vers 1800.

L'égoïsme est un trait de caractère qui consiste, dans une définition populaire, à avoir tendance à privilégier de manière excessive son intérêt propre, aux dépens de celui du reste du monde en général, ou d'autrui en particulier. Toutefois, ce terme peut revêtir une signification particulière en philosophie selon les auteurs ; certains s'en revendiquent ouvertement. Des doctrines annexes y sont fréquemment associées, péjorativement ou non, notamment le solipsisme, le nihilisme, l’hédonisme et l'individualisme anarchiste. L'égoïsme peut aussi être une doctrine antilibérale opposée à l'humanisme. L'égoïsme est durement combattu par les philosophes des Lumières notamment.
L'égoïsme est traditionnellement considéré comme un défaut blâmable, à l'opposé de l'altruisme, et ce principalement sous l'influence des religions abrahamiques et de la morale judéo-chrétienne. Max Stirner et Friedrich Nietzsche font de l'égoïsme le contraire de l'idéalisme. Pour Stirner, il n'y a que des égoïstes conscients et inconscients. L'égoïsme inconscient ne conduit qu'à l'hypocrisie et à la souffrance, d'après Max Stirner. Pour Nietzsche, le ressentiment des nihilistes s'oppose à l'égoïsme des forts.
Il se distingue sémantiquement de l'égocentrisme qui est la tendance à ramener tout à soi-même, et à se sentir le centre du monde. L'égoïsme se rapproche parfois de l'individualisme lorsque ce dernier terme est entendu de façon populaire et péjorative, notamment par certains penseurs collectivistes ou nationalistes.
Il est aussi utilisé dans des pièces de théâtre telles que Les Fourberies de Scapin de Molière.

## Psychologie
Une étude américaine publiée en 2012 a démontré que les conducteurs riches ont moins de chances de céder la priorité quand ils sont au volant de leur véhicule, que les étudiants les plus aisés ont moins de chances de rendre la monnaie à ceux qui leur ont demandé un café ou de se servir de friandises qui ne leur sont pas destinées.
Au Canada, une équipe de neurologues a également constaté, en observant la stimulation des cerveaux de trois groupes tests auxquels elle a donné des niveaux de pouvoir différents, que les membres du groupe ayant reçu le plus de pouvoir montrent moins d'empathie ou de préoccupation pour les autres que les membres du groupe ayant reçu moins de pouvoir.

## Philosophie
L'égoïsme peut se comprendre ainsi : refuser de vivre pour une idée ou une cause et privilégier, à la place, son intérêt personnel. Il s'agit ici d'une vision profondément antilibérale et amorale, développée par Max Stirner et Friedrich Nietzsche. Aussi, l'égoïsme de ces derniers est descriptif, voire éthique. Il peut également être normatif, s'inscrivant dans la continuité des sophistes tels Thrasymaque, Critias et les sceptiques. Dans ce dernier cas, la position est typiquement celle de Bernard Mandeville, défenseur de l'égoïsme psychologique. Ce type d'égoïsme ne permet pas de prendre cause et fait pour l'individualisme ou le libéralisme contre le collectivisme. Il décrédibilise les deux idéologies à la manière des sceptiques. En revanche, l'altruiste ou le moraliste existe, pour les partisans de l'égoïsme éthique. Il s'agirait d'une personne se dévouant religieusement à une idée ou à un groupe (ex: la vertu, qui est l'amour des lois et de la patrie). Il ne faut pas confondre égoïsme et anarchisme alors opposés sur la question de la morale et du pouvoir.